# Joan Baez

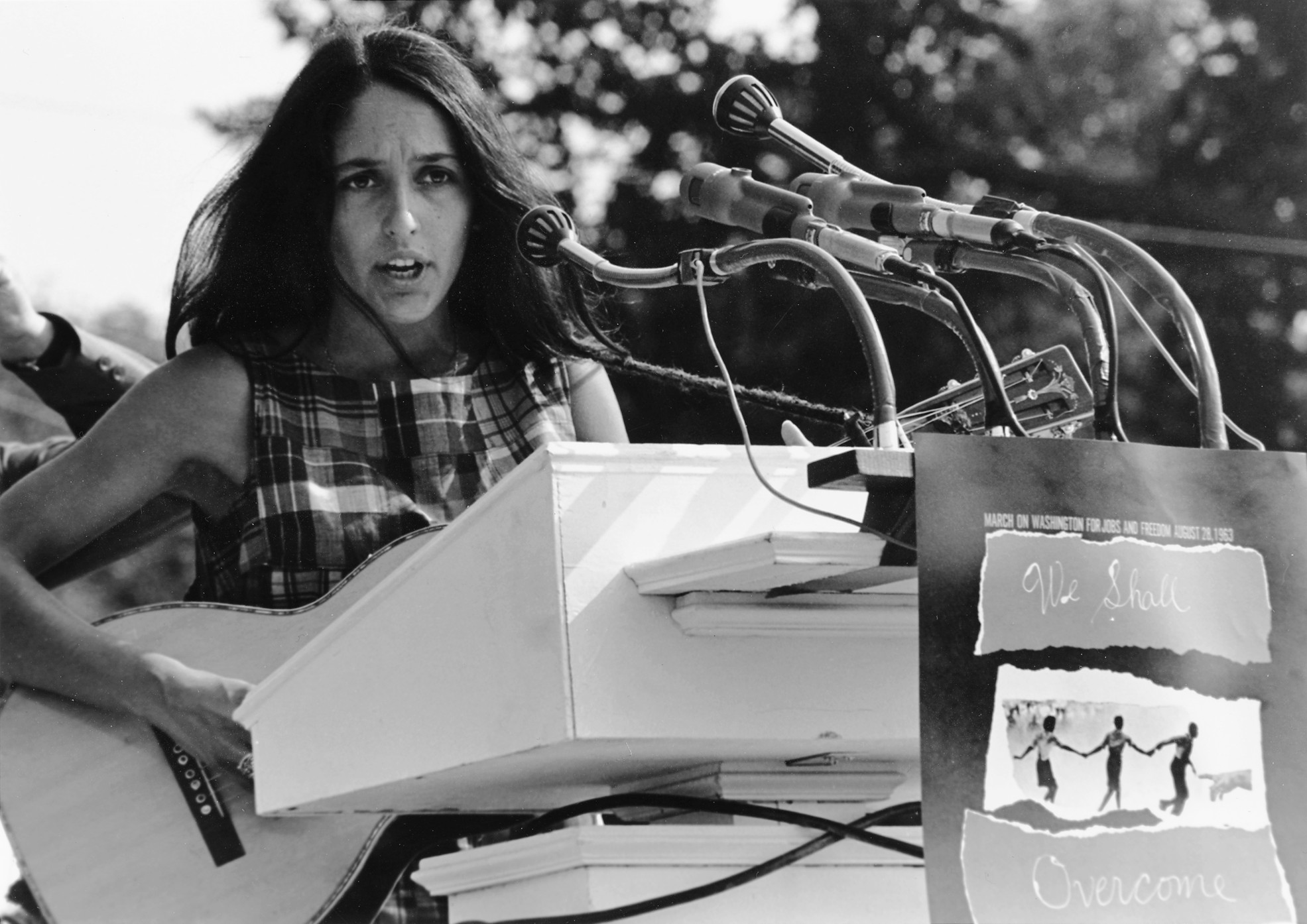
Joan Baez vào năm 1963

Joan Chandos Baez (phát âm:/ˈbaɪ.ɛz/; sinh ngày 09 tháng 1 năm 1941 tại New York, Hoa Kỳ) là một ca sĩ hát nhạc folk và đồng quê người Mỹ, bà cũng là một nhà hoạt động nhân quyền, hoạt động xã hội vì công lý và hòa bình. Trong chiến tranh Việt Nam, bà là ca sĩ phản chiến và đã sang Hà Nội vào năm 1972 khi Không quân Hoa Kỳ đang phát động chiến dịch ném bom. Năm 1979, bà tham gia các cuộc biểu tình phản đối những hành động của chính quyền Việt Nam.

## Sự nghiệp
Thuở thiếu thời, Joan Baez sống tại phía nam California và bắt đầu học nhạc từ rất sớm. Với niềm đam mê âm nhạc và tài năng âm nhạc, Joan Baez đã bắt đầu sự nghiệp của mình từ rất sớm vào năm 1959 và được toàn thế giới biết đến với cương vị ca sĩ vì hoà bình. Bà là một trong nữ ca sĩ nhạc dân ca bán được nhiều đĩa nhất trong lịch sử nước Mỹ. Trong những năm 60, Joan Baez trở thành người có vị trí hết sức quan trọng trong giới âm nhạc truyền thống với phong cách hết sức mới mẻ. Bà liên tiếp cho ra đời rất nhiều album và dành 6 năm cho album đầu tiên của mình mang tên "Vanguard Records" (phát hành vào năm 1960) 

## Chiến tranh Việt Nam
Joan Baez đã đến Việt Nam vào năm 1972, và luôn bày tỏ sự phản đối cuộc chiến phi nghĩa của Mỹ ở Việt Nam và muốn "đứng về phía Hà Nội bằng tiếng hát" và từng hát cho cán bộ nhân viên Đài Tiếng nói Việt Nam lẫn tù binh phi công Mỹ đang bị giam giữ tại Hoả Lò trong dịp mừng Giáng sinh và năm mới, bà cùng hát những bài ca phản chiến với một nhạc công guitar người Việt. Sau khi tới Việt Nam, và trở lại Pháp bà đã tố cáo những tội ác của chính quyền Mỹ, thông qua việc lợi dụng cơ hội được đài phát thanh và truyền hình Pháp ORTF mời biểu diễn.
Năm 1979, bà tham gia các cuộc biểu tình phản đối những hành động của chính quyền Hà Nội về vấn đề thuyền nhân. Vào ngày 30 tháng 5 năm 1979, Joan Baez và tám mươi người ký tên khác đã viết "Thư ngỏ cho nước Cộng hòa Xã hội Chủ nghĩa Việt Nam", được đăng trên New York Times, Washington Post, Los Angeles Times và các tờ báo khác dưới dạng quảng cáo toàn trang. Bức thư bày tỏ lo ngại về các trại cải tạo, sự biến mất của những người bị cáo buộc kẻ thù của nhà nước, và sự ép buộc các công dân trung bình phải dọn sạch các bãi mìn mà không được đào tạo hoặc trang bị phù hợp. Bức thư lưu ý rằng "với sự trớ trêu bi thảm, sự tàn ác, bạo lực và áp bức được thực hiện bởi các cường quốc nước ngoài ở nước bạn trong hơn một thế kỷ vẫn tiếp tục dưới chế độ hiện tại." .